# Йоргу Йордан
Йоргу Йордан е румънски филолог, журналист, а по-късно комунистически политик. Ректор на Букурещкия университет.
Роден е в семейство на българин и румънка. През 1911 г. се дипломира в Яшкия университет, където учи литература, философия и право, след което прекарва няколко месеца на стаж в Берлин през същата година. След Първата световна война той допълнително специализира лингвистика в Бон, Париж, Флоренция и Рим, след което защитава докторската си дисертация през 1919 г. По-късно работи като учител в Яш и Галац, преди да стане асистент в Яшкия университет през 1926 г. и титулярен професор през 1927 г.
Между двете световни войни симпатизира и се присъединява към комунистическата съпротива на диктатурата на Йон Антонеску и „Желязната гвардия“. През периода 1945 – 1947 г. е посланик на Румъния в СССР.
От 1946 г. живее в Букурещ като професор в Букурещкия университет. Той е автор на голям брой научни трудове, свързани главно с румънския език, романските езици като цяло и по сравнителна лингвистика. През 1945 г. е избран за редовен член на Румънската академия на науките, където от 1955 г. оглавява Комисията за изследване на формирането на румънския език и народ. От 1949 до 1952 г. и от 1958 г. до пенсионирането си през 1962 г. той е ръководител на Румънския институт по лингвистика.
Асистент на Йоргу Йордан е Александру Росети, а самият той е близък с Виктор Ефтимиу.